# Kan det va' fel på systemet?
Kan det va' fel på systemet? är ett musikalbum från 1981 med Kenta (egentligen Kenneth Gustafsson). Inspelad september 1980 - januari 1981 i WEA-Metronome Studio, Stockholm. Producerad av Finn Sjöberg.

## Låtlista
Sida 1
1. Kan det va' fel på systemet?
2. Vi behöver hjälp
3. Det är mitt liv det gäller
4. Rap dora
5. Skuggan

Sida 2
1. Under alla broar
2. Stockholm
3. Bajen
4. Puben
5. Den vithårige mannen

## Listplaceringar
| Lista (1981) | Topplacering |
| ------------ | ------------ |
| Sverige      | 39           |